# 沃爾登角
沃爾登角（英語：Cape Walden），是南極洲的海岬，位於埃爾斯沃思地的瑟斯頓島，處於克特灣東部入口處，在1960年1月由美國海軍探險隊發現，現時由南極條約體系管理。